# Kula Shaker
Kula Shaker és una banda britànica de rock psicodèlic l'apogeu del qual va ser durant l'era Britpop. La banda es va fer coneguda pel seu interès en la cultura índia; nombroses cançons com Tattva i Govinda han estat escrites en sànscrit i tocades amb instruments tradicionals de l'Índia com el sitar i la tambura, tot això fusionat amb guitarres rock. També són coneguts per la seva versió de la cançó Hush de Joe South, que va ser popularitzada en els anys 1960 pel grup Deep Purple. Va ser el seu líder Crispian Mills qui va portar les influències després de visitar l'Índia.
Després d'haver publicat dos àlbums, es van separar al setembre de 1999, però es van tornar a unir oficialment en 2004 per a les sessions que anaven encaminades a fer directes i a tornar a publicar àlbums.
| • Natural Magick (CD, LP, K7, digital) |
| --- |
| (Strange F.O.L.K.) 1. Gaslighting 2. Waves 3. Natural Magick 4. Indian Record Player 5. Chura Liya (You Stole My Heart) 6. Something Dangerous 7. Stay With Me Tonight 8. Happy Birthday 9. Idontwannapaymytaxes 10. F-Bombs 11. Whistle And I Will Come 12. Kalifornia Blues 13. Give Me Tomorrow |

| • 1st Congregational Church of Eternal Love and Free Hugs (CD, 2LP, digital) |
| --- |
| (StrangeF.O.L.K.) 1. Intro (Dearly Beloved) 2. Whatever It Is (I'm Against It) 3. Hometown 4. Burning Down 5. Love In Separation 6. Segue (Let Us Pray) 7. Gingerbread Man 8. Farewell Beautiful Dreamer 9. Where Have All The Brave Knights Gone 10. Segue (Raining Buckets 11. 108 Ways To Leave Your Narcissist 12. After The Fall (Pt. 1) 13. Don't Forsake Me 14. 303 Revisited 15. The Once And Future King 16. Shattered Bones 17. After The Fall (Pt. 2 & 3) 18. Closing Words (Windows Of Our Hearts) 19. Bumblebee 20. Coda (Cinema Club) |

| • K 2.0 (digital, CD, LP) |
| --- |
| (StrangeF.O.L.K.) 1. Infinite Sun 2. Holy Flame 3. Death of Democracy 4. Let Love Be (With U) 5. Here Come My Demons 6. 33 Crows 7. Oh Mary 8. High Noon 9. Hari Bol (The Sweetest Sweet) 10. Get Right Get Ready 11. Mountain Lifter 12. 2 STYX (només en l'edició estatunidenca) |

| • Pilgrims Progress (CD, LP) |
| --- |
| 1. Peter Pan R.I.P 2. Ophelia 3. Modern Blues 4. Only Love 5. All Dressed Up (and Ready to Fall in Love) 6. Cavalry 7. Ruby 8. Figure It Out 9. Barbara Ella 10. When a Brave Needs a Maid 11. To Wait Till I Come 12. Winter's Call |

| • Strangefolk (CD, LP) |
| --- |
| 1. Out on the Highway 2. Second Sight 3. Die for Love 4. Great Dictator (Of the Free World) 5. Strangefolk 6. Song of Love / Narayana 7. Shadowlands 8. Fool That I Am 9. Hurricane Season 10. Ol' Jack Tar 11. 6ft Down Blues 12. Dr. Kitt 13. Persephone |

| • Peasants, Pigs and Astronauts (disc d'or) |
| --- |
| 1. Great Hosannah 2. Mystical Machine Gun 3. S.O.S. 4. Radhe Radhe 5. I'm Still Here 6. Shower Your Love 7. 108 Battles (of the Mind) 8. Sound of Drums 9. Timeworm 10. Last Farewell 11. Golden Avatar 12. Namami Nanda-Nandana 13. Stotra |

| • K (disc de platí) |
| --- |
| 1. Hey Dude 2. Knight on the Town 3. Temple of Everlasting Light 4. Govinda 5. Smart Dogs 6. Magic Theatre 7. Into the Deep 8. Sleeping Jiva 9. Tattva 10. Grateful When You're Dead / Jerry Was There 11. 303 12. Start All Over 13. Hollow Man (Parts 1 & 2) |